# Drassodes cambridgei
Drassodes cambridgei är en spindelart som beskrevs av Roewer 1951. Drassodes cambridgei ingår i släktet Drassodes och familjen plattbuksspindlar. Inga underarter finns listade i Catalogue of Life.